# Фелден ам Вьортер Зее
Фѐлден ам Вьо̀ртер Зѐе (на немски: Velden am Wörther See, на словенски Vrba ob jezeru, Върба об йезеру, кратък вариант Фелден) е селище в Южна Австрия. Разположено е по западния бряг на езерото Вьортер Зее в окръг Филах-Ланд на провинция Каринтия. Надморска височина 460 m. Отстои на около 23 km западно от провинциалния център град Клагенфурт. Има жп гара. Население 8812 жители към 1 април 2009 г.

## Побратимени градове
- Блед, Словения от 2004 г.
- Джемона дел Фриули, Италия
- Йезоло, Италия от 2006 г.